# Microsoft Access
Microsoft Access és un programa de gestió de bases de dades relacional creat per Microsoft per a ús personal i de petites empreses. És un component del paquet Microsoft Office.
Per treballar en una base de dades cal, en primer lloc, carregar el programa i, després definir la base de dades o utilitzar-ne una de construïda anteriorment.
Passos a seguir per iniciar el programa:
- Seleccionar la carpeta MSOffice, on s'ha instal·lat l'Access
- Clicar sobre la icona.

Un cop oberta la finestra de l'Access, tenim dues opcions:
- Crear una base de dades nova
- Seleccionar una que ja existeix

La finestra principal de l'Access presenta, a més de la barra d'eines i menús, una segona finestra que correspon a la base de dades activa. Aquesta finestra et permet escollir entre diverses carpetes, que són els diferents àmbits de treball:
- Taules: on es guarda el disseny de les taules de la base de dades.
- Consultes: permet seleccionar informació de la base de dades.
- Formularis:per dissenyar la manera d'entrar registres, consultar-los i modificar-los.
- Informes: per poder imprimir les taules o les consultes.[1]

Extensions de l'Access:
- .mdb (en versions del 2003 i anteriors)
- .mdbx (en versió 2007)